# ۳۷۹ (قمری)
۳۷۹ (قمری)، سیصد و هفتاد و نهمین سال در گاهشماری هجری قمری است. اول محرم این سال برابر با شانزدهم آوریل سال ۹۸۹ میلادی است.

## وابسته
- حمدانیان